# Čaus
Il Čaus (in russo Чаус?) è un fiume della Russia siberiana occidentale. Scorre nel rajon Kolyvanskij dell'oblast' di Novosibirsk. 
È formato dalla confluenza dei fiumi Čik e Oëš e scorre in direzione nord-est per soli 18 chilometri; sfocia in un canale laterale dell'Ob' da sinistra. Il suo bacino è di 4760 km².